# Metaphalangium abruptus
Metaphalangium abruptus is een hooiwagen uit de familie echte hooiwagens (Phalangiidae).